# 华北理工大学
华北理工大学（英语：North China University of Science and Technology，简称：NCST、华北理工），为河北省唐山市的一所以工科、理科、管理科学、人文、社科、医学协调发展的综合性大学，2010年由原河北理工大学和华北煤炭医学院合并而成。该校现为河北省与应急管理部、国家国防科技工业局省部共建制高校。2015年2月13日，中华人民共和国教育部批准河北联合大学正式更名为华北理工大学。

## 历史沿革

### 合并前

#### 河北理工大学
主体源于1895年的北洋西学学堂（今天津大学）矿物学门。1917年北京大学的矿冶系并入北洋大学堂矿冶系。1958年独立建校，1959年天津大学矿冶系成建制并入参与组建，建校46年来，学校曾用唐山矿冶学院、河北矿冶学院、唐山工程技术学院、河北理工学院等校名。2004年5月，经教育部批准更名为河北理工大学，2010年，与华北煤炭医学院合并，并撤销河北理工大学行政建制，2015年2月13日，更名为华北理工大学，同年4月8日，正式挂牌启用华北理工大学新校名。

#### 华北煤炭医学院
前身为1926年建立的开滦高级护士职业学校，1952年改建开滦医学专科学校，次年3月更名为开滦卫生学校，1958年，改名为开滦护士学校，同年9月，更名为开滦医学专科学校，1963年7月升格为唐山煤矿医学院，同年阜新煤矿卫生学校与唐山卫校大专班并入，后期曾沿用河北医学院等校名，1984年更名华北煤炭医学院。是原国家煤炭工业部所属唯一一所本科高等医学院校，原校址位于河北省唐山市路北区文化路建设南路57号，建有东、西两个校区。2016年，正式搬迁到曹妃甸新校区。

### 合并后
2010年5月，河北理工大学与华北煤炭医学院合并为河北联合大学。2011年，下属独立学院河北理工大学轻工学院与华北煤炭医学院冀唐学院正式更名河北联合大学轻工学院与河北联合大学冀唐学院。2015年2月13日，经教育部批准，河北联合大学正式更名为华北理工大学。
2016年6月17日，华北理工大学2016届本科生毕业典礼暨学位授予仪式在主校区举行。同年华北理工大学新校区正式投入运营，新校区位于曹妃甸新城，占地约4500亩，建筑面积100多万平方米，据称建设条件达到国内一流大学硬件标准，9月12日-13日，正式启用新校区喜迎6000余名新生入学。2016年9月，《河北省人民政府关于统筹推进一流大学和一流学科建设的意见》颁布，华北理工大学三个学科获批河北省“双一流”建设项目，其中冶金工程获批世界一流学科建设项目；矿业工程和公共卫生与预防医学两个学科获批国家一流学科建设项目。
2017年3月31日，搬迁至新校区后成功举行第一场大型招聘会，同年6月16日，学校搬迁后首次在新校园东区主体育场举行2017届本科生毕业典礼暨学位授予仪式，8月8日，成功召开全国煤炭高等教育“双一流”建设研讨会，9月4日-9月7日，完成2017年本科新生入学接待工作。
2019年6月5日上午，华北理工大学交接新华道校区及建设路东校区两个校区给唐山学院和唐山师范学院。

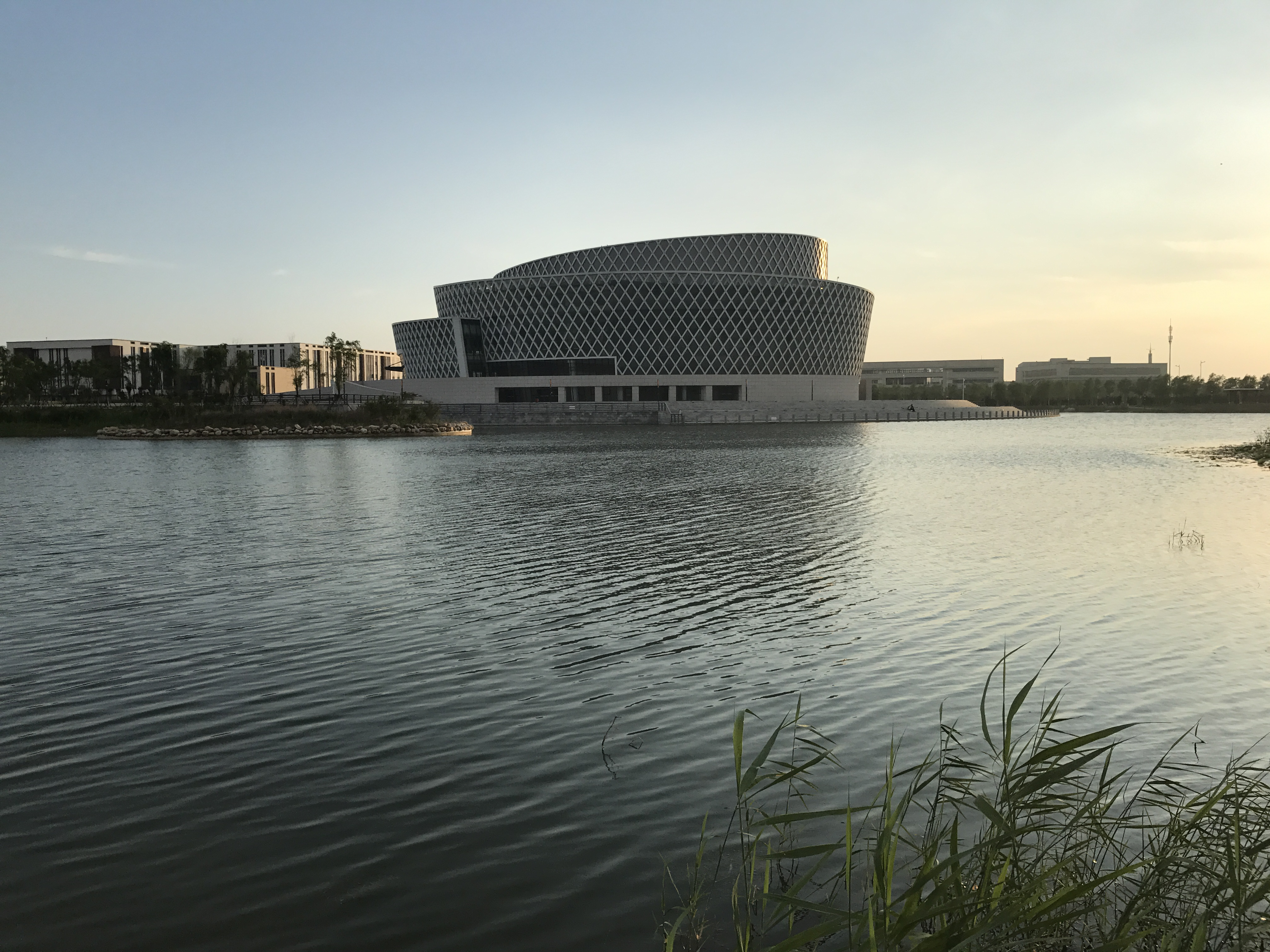
位于华北理工大学新校园的静湖

2019年7月14日，华北理工大学新华道校区换牌为北京交通大学。9月12日，北京交通大学唐山研究院揭牌。
2022年4月，华北理工大学举办碳中和行动论证会暨钢铁碳中和学院成立揭牌仪式。

## 学校规模

### 办学简介
学校设置有28个二级学院，拥有101个本科专业，现有全日制学生47126人，其中本科生35387人、博士和硕士研究生4862人、留学生353人，1个博士后科研流动站，3个博士学位授权一级学科，28个硕士学位授权一级学科，21个专业学位授权类别；冶金工程为世界一流建设学科，矿业工程和公共卫生与预防医学为国家一流建设学科；拥有10个国家级特色专业，18个国家部委和省确定的重点学科，17个国家部委和省级科技创新平台，12个国家部委和省级重点实验室，3个省级协同创新中心，33个市级重点实验室。并设有19个职能处室，29个教学单位，4个教辅机构和10个直属单位，图书馆建筑面积7.8万平方米, 拥有纸质藏书230万册,中外文数据库82个，数据存储量达70TB，拥有隶属附属医院和非隶属附属医院25家，临床医学、生物与生化、化学、工程学、材料科学5个学科进入ESI全球排名前1%。学校拥有1名国家“万人计划”教学名师，12名河北省省级教学名师；拥有9个国家和省级教学团队，54门国家和省级精品资源共享课及精品课，14门省级精品在线开放课，17门省级一流课程；9个国家和省级专业综合改革试点，12个国家和省级实验教学示范中心, 3个国家级卓越计划项目，4个国家和省级大学生校外教育实践基地。。

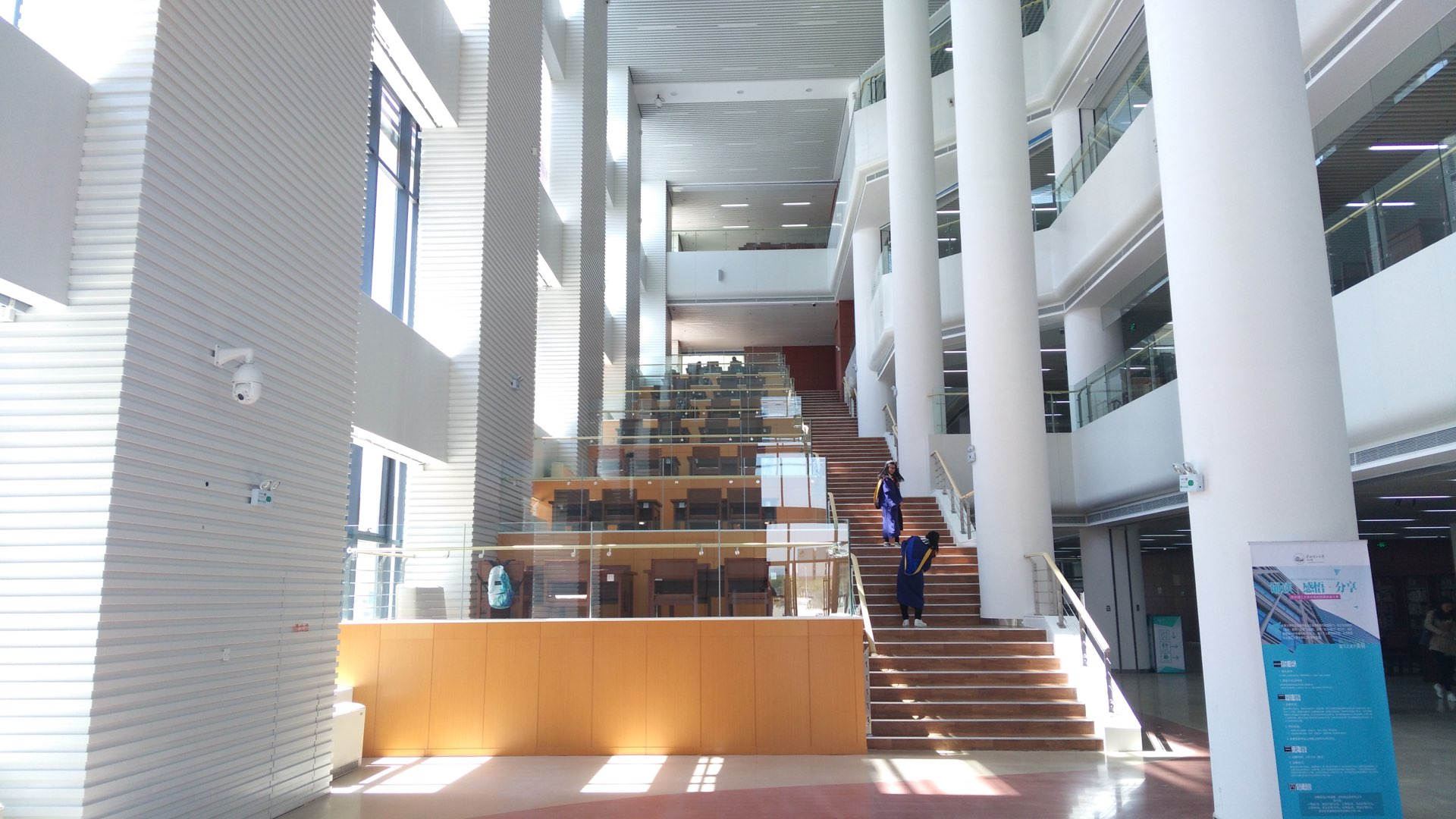
华北理工大学图书馆内部

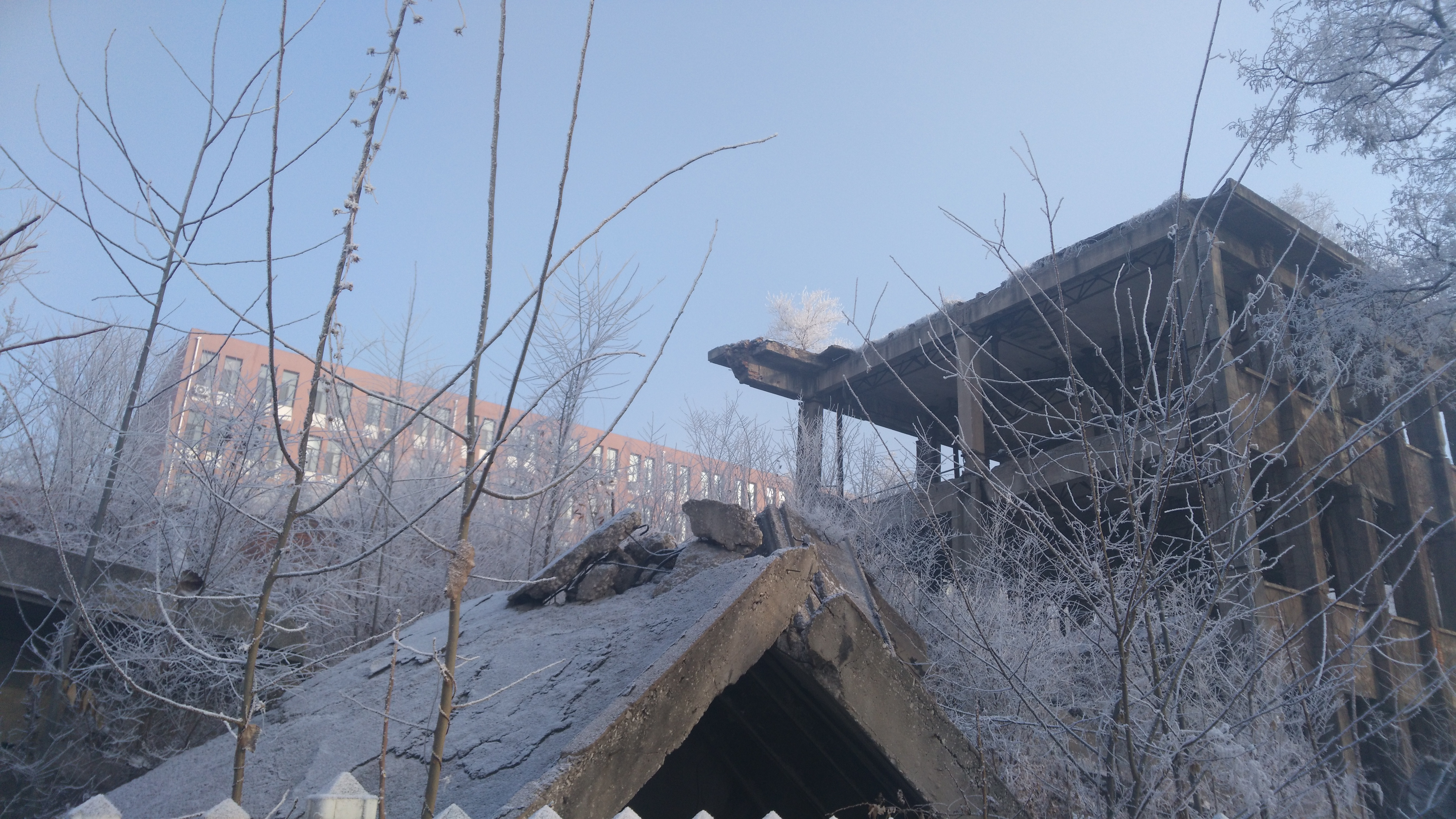
位于华北理工大学新华道校区的地震遗址，毁于1976.07.28

| 名字                 | 数量      | 备注 |
| -------------------- | --------- | --- |
| 学校全日制学生       | 47126人   | 其中本科生 35387人、博士和硕士研究生4862人、留学生256人 |
| 本科专业             | 101个     | 包含冶金工程、矿业工程、临床医学、机械及其自动化、土木工程在内的10个国家特色专业 |
| 博士点               | 15个      | 包含3个博士学位授权一级学科 |
| 硕士点               | 130个     | 包含28个硕士学位授权一级学科 |
| 专业学位类别         | 21个      | 医学类、管理类、工学类、理学类、语言类等 |
| 世界一流建设学科     | 1个       | 冶金工程 |
| 国家一流建设学科     | 2个       | 矿业工程、公共卫生与预防医学 |
| 国家特色专业         | 10个      | 采矿工程、 临床医学土木工程、金属材料工程、冶金工程、康复治疗学、机械设计制造及其自动化、护理学、化学工程与工艺、预防医学、土木工程 |
| 重点学科             | 18个      | 钢铁冶金、防灾减灾工程及防护工程、外科学、材料加工工程等 |
| 部委和省级重点实验室 | 12个      | 现代冶金技术实验室、河北省现代冶金技术实验室、河北省无机非金属材料实验室、河北省地震工程研究中心、河北省矿业开发与安全技术实验室、河北省煤矿卫生与安全实验室、河北省煤化工工程技术研究中心、矿区环境监测与评价实验室、职业卫生安全实验室、老年医学国际科技合作基地 |
| 省级协同创新中心     | 3个       | 钢铁行业节能减排协同创新中心、河北省高品质钢连铸工程技术研究中心、分析测试中心 |
| 市级重点实验室       | 33个      | |
| 国家级卓越计划项目   | 3个       | 电子信息工程 自动化 临床医学 |
| 职能处室             | 19个      | 党委/校长办公室、党委组织部（党校）、党委宣传部、党委离退休工作处、团委等 |
| 教学单位             | 29个      | 矿业工程学院、冶金与能源学院、机械工程学院、化学工程学院、建筑工程学院、基础医学院等 |
| 教辅机构             | 4个       | 图书馆、现代技术教育中心、医学实验研究中心、实验动物中心 |
| 直属单位             | 10个      | 华北理工大学迁安学院、华北理工大学冀唐学院、华北理工大学附属医院、华北理工大学轻工学院、技术转移中心、后勤集团总公司等 |
| 新校园总建筑面积     | 103.6万㎡ | 新校园位于河北省唐山市曹妃甸新城渤海大道21号 |
| 图书馆建筑面积       | 7.8万㎡   | 拥有纸质藏书230万册,中外文数据库82个，数据存储量达70TB |
| 隶属附属医院         | 25家      | 其中录属附属医院1家（华北理工大学附属医院），非录属附属医院24家 |

## 教学科研

### 院系专业
| - 材料科学与工程学院（1958） - 无机非金属材料工程 - 材料化学 - 复合材料与工程 - 高分子材料与工程 - 矿业工程学院（1958） - 采矿工程 - 矿物加工工程 - 安全工程 - 资源勘查工程 - 石油工程 - 测绘工程 - 地理信息工程 - 生命科学学院（2011） - 生物技术 - 生物信息 - 基础医学院 （1963） - 临床医学 - 麻醉学 - 医学影像学 - 医学检验学 - 医学实验技术 - 冶金与能源学院 （1958） - 冶金工程 - 金属材料工程 - 材料成型与控制工程 - 热能与动力工程 - 能源与动力工程 - 新能源科学与工程 - 化学工程学院（1958） - 化学工程与工艺 - 应用化学 - 化学 - 环境工程 - 环境科学 - 能源化学工程 - 机械工程学院（1958） - 机械工程 - 工业设计 - 工业工程 - 包装工程 - 过程制备与控制 - 材料成型及控制工程 - 机械设计制造及其自动化 - 公共卫生学院（1984） - 预防医学 - 职业安全健康 - 卫生检验与检疫 | - 电气工程学院（1958） - 电气工程及其自动化 - 自动化 - 测控技术与仪器 - 电子科学与技术 - 电气工程及其自动化（中德合作班） - 管理学院（2010） - 工商管理 - 公共事业管理 - 信息管理与信息系统 - 劳动与社会保障 - 会计学 - 卫生事业管理（自考本科） - 经济学院（ 1985） - 国际经济与贸易 - 金融学 - 经济统计学 - 护理与康复学院（1999） - 护理学 - 康复治疗学 - 中医学院（1970） - 中医学 - 针灸推拿学 - 中西医临床医学 - 口腔医学院（1970） - 口腔医学 - 药学院（2000） - 药学 - 药物制剂 - 中药学 - 信息工程学院 （1996） - 通信工程 - 电子信息工程 - 计算机科学与技术 - 网络工程 - 电子信息科学与技术 - 海洋技术 - 外国语学院（1992） - 英语 - 日语 - 翻译 - 匈牙利语 - 汉语国际教育专业 - 人文法律学院（ 2010） - 法学 - 社会工作 | - 建筑工程学院（1984） - 土木工程 - 给水排水工程 - 建筑学 - 建筑环境与设备工程 - 工程管理 - 交通工程 - 交通运输 - 物流工程 - 城乡规划 - 理学院（1958） - 信息与计算科学 - 数学与应用数学 - 统计学 - 应用统计学 - 应用物理学 - 智能科学与技术 - 艺术学院（1958） - 视觉传达设计 - 绘画 - 动画 - 环境设计 - 产品设计 - 心理学院（2002） - 应用心理学 - 精神医学 - 以升创新教育基地（2017） - 冶金工程 - 金属材料工程 - 采矿工程 - 化工工程与工艺 - 电气工程及其自动化 - 电子信息工程 - 自动化 - 土木工程 - 机械设计制造及其自动化 - 其他教学单位 - 国际教育中心 - 继续教育学院 - 研究生学院 - 体育部 - 社科部 - 临床医学院（1963） - 临床医学 - 医学影像学 - 麻醉学 - 医学检验学 |

### 学科设置

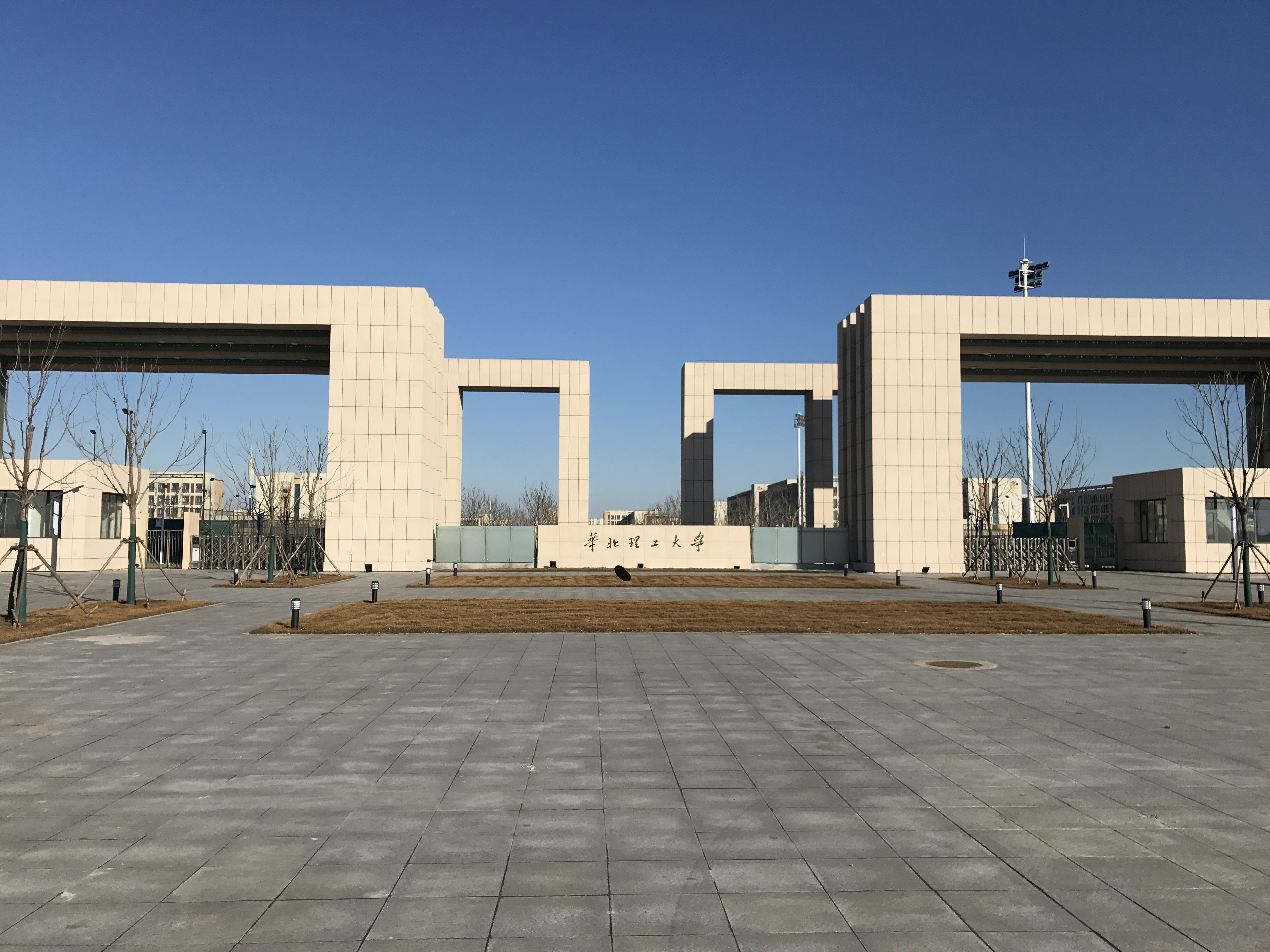
华北理工大学西门

现学校拥有15个博士学位授权点，3个博士学位授权一级学科：冶金工程、矿业工程和公共卫生，设有1个博士后科研流动站：冶金工程博士后科研流动站；拥有130个硕士学位授权点，涵盖了理、工、农、医、法、管、哲、经、文等13个学科门类，其中25个硕士学位授权一级学科；拥有10个国家级特色专业，18个国家部委和省确定的重点学科。

### 科研质量

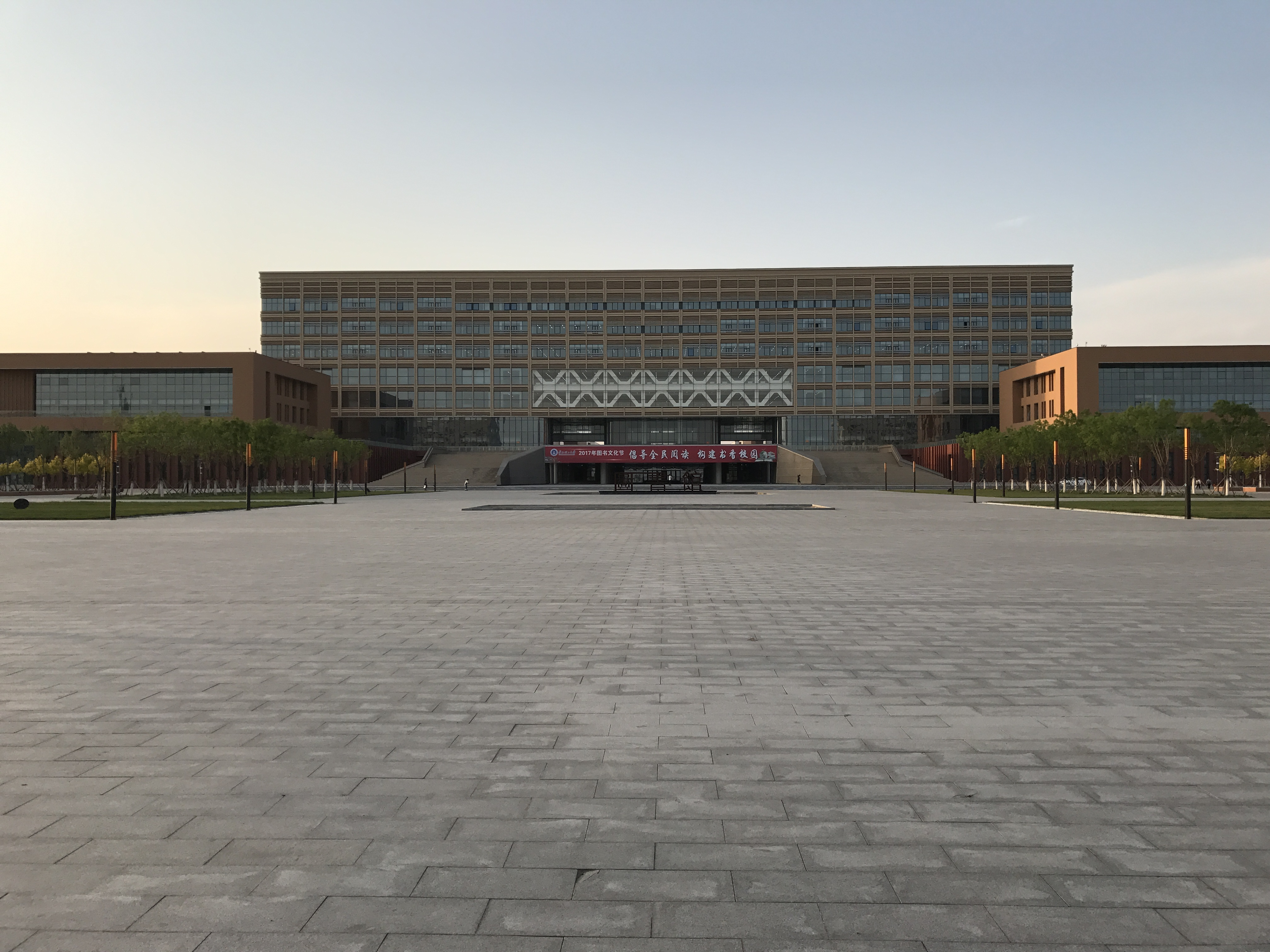
华北理工大学新校园图书馆

学校建有1个教育部重点实验室，12个河北省重点实验室（中心），2个中央与地方共建特色优势实验室，拥有科技部批准的1个国家国际合作基地。

### 科研成就
2013年、2015年，两次荣获国家科技进步奖二等奖，2016年，获得国家技术发明奖二等奖1项，连续两年获得国家技术转让—金桥奖，河北省科技进步一等奖、二等奖、三等奖多项等。

## 知名校友
| 名字   | 毕业届数 | 专业                                                   | 职务 |
| ------ | -------- | ------------------------------------------------------ | --- |
| 胡鞍钢 | 1982届   | 冶金系轧钢工程专业                                     | 清华大学国情研究院首任院长 |
| 刘明哲 | 1982届   | 轧钢专业                                               | 原宣化钢铁集团董事长、党委书记 |
| 董强   | 1994届   | 工业自动化专业                                         | 长虹佳华常务副总裁 |
| 梁英华 | 1983届   | 化学专业                                               | 沧州市副市长 |
| 丁立国 | 1991届   | 机械制造专业                                           | 德龙控股董事长 |
| 谢海深 | 1985届   | 钢铁冶金专业                                           | 河钢集团宣钢公司董事长、党委书记 |
| 王雪峰 | 1971届   | 冶金系炼铁专业                                         | 原唐山市委书记，河北省第十届政协常委 |
| 刘秀忠 | 1992届   | 工业自动化专业                                         | 河北天俱时集团董事长 |
| 杜铭华 | 1982届   | 炼焦化学专业                                           | 科学家，主研清洁煤技术 |
| 邹汾生 | 1986届   | 地质专业                                               | 江西钨业控股董事长 |
| 袁聚祥 | 1978届   | 预防医学专业                                           | 原华北理工大学校长，党委副书记 |
| 秦文昌 | 1982届   | 采煤专业                                               | 原河北煤矿安监局党委书记、局长 |
| 彭学增 | 1978届   | 冶金专业                                               | 原邯郸市人大主任、政协主席、副市长 |
| 张明杰 | 1982届   | 采矿工程专业                                           | 原邢台市副市长 |
| 付振波 | 1992届   | 工业管理专业                                           | 唐山市委常委、秘书长 |
| 李贵阳 |          |                                                        | 河北钢铁股份公司总经理 |
| 茅以升 |          |                                                        | 华北理工大学名誉校长 |
| 梅墨生 | 1981届   | 河北轻工业学校（华北理工大学艺术学院前身）             | 著名画家、艺术家 |
| 方力钧 | 1984届   | 河北轻工业学校陶瓷美术专业（华北理工大学艺术学院前身） | 著名画家 |
| 曹宝泉 | 1983届   | 河北轻工业学校陶瓷美术专业（华北理工大学艺术学院前身） | 河北省美协副主席，河北美术出版社社长、总编辑，河北大学艺术学院客座教授                                                                                                 |
| 丁云生 | 1997届   | 临床医学专业                                           | 中国医师协会·健康管理与健康保险专业委员会委员、 北京非司管理咨询有限公司总经理、 中国重疾险之父、FACI 重疾不重3D训练营创办人                                           |
| 董正国 | 1989届   | 钢铁冶金专业                                           | 承德市副市长、县级平泉市委书记 |
| 于春江 | 1980届   | 临床医学专业                                           | 北京三博脑科医学创始人、 首都医科大学第十一学院院长、 国医师协会主任委员、中国抗癌协会副主任委员、世界神经外科联合会委员 北京医学会医疗事故技术鉴定专家 、神经外科专家 |
| 李景泰 | 1969届   | 临床医学专业                                           | 原空军总医院院长 |
| 魏万林 | 1983届   | 临床医学专业                                           | 原陆军总医院院长 |
| 陈方   | 1985届   |                                                        | 大连万达集团总裁助理 |
| 线登洲 | 1989届   | 工业与民用建筑专业                                     | 河北四建总经理、党委副书记 |
| 元小冬 | 1992届   | 临床医学院临床医学系                                   | 开滦总医院副院长 |
| 许建强 | 1986届   | 临床医学专业                                           | 冀中能源峰峰集团总医院副院长 |
| 刘晓延 | 1983届   | 临床医学专业                                           | 中华全国总工会劳动保护部副部长 |
| 杜培元 | 1982届   | 临床医学专业                                           | 西安中美合资长安医院院长 |
| 胡万宁 | 1985届   | 口腔系口腔专业                                         | 唐山市政协副主席 |
| 孙文仲 | 1989届   | 采矿系选矿专业                                         | 唐山市副市长 |
| 周彬   |          |                                                        | 国家安全监督管理总局国家安全生产监察专员 |
| 张树峰 | 1976届   | 中医系中医专业                                         | 原承德医学院院长 |
| 陆林   | 1985届   | 临床医学专业                                           | 2017年入选中科院院士 |